# 주엽공업고등학교 축구부
주엽공업고등학교 축구부는 경기도고양시에 위치한 주엽공업고등학교의 축구부이다. 주엽공업고등학교가 운영했었던 축구부로 2003년에 창단 되었다.

## 참고 문헌
- “KFA 통합경기정보 시스템”. 대한축구협회.

## 같이 보기
- 경기영상과학고등학교